# ゲオルグ・イェリネック
ゲオルグ・イェリネック（ドイツ語: Georg Jellinek、1851年6月16日 - 1911年1月12日）は、19世紀ドイツを代表する公法学者。その立場は法実証主義に連なるものとされているが、法の存在条件を社会的事実に求める英米的法実証主義とは異なる大陸系法実証主義に分類される。

## 生涯
1851年6月16日、ライプツィヒで生まれた。彼の父アドルフ・イェリネック（Adolh Jellinek）は著名な律法学者(改革派のラビ)でユダヤ教徒であったが、彼自身はキリスト教に改宗した。16歳の時にアビトゥーア（大学進学資格）を取得し、ウィーン大学、ライプツィヒ大学、ハイデルベルク大学で学んだ。1872年に哲学博士の学位を得て、ウィーン大学やバーゼル大学、ハイデルベルク大学で教壇に立った。しかし、改宗ユダヤ人であったことからウィーン大学教授の地位に就くことを妨害されたとされる。
1893年より執筆が始められ1900年に刊行した『Allgemeine Staatslehre』（邦題『一般国家学』）は、日本の天皇制限主権論（いわゆる天皇機関説）にも影響を与えている。なお晩年のハイデルベルク時代に、ハンス・ケルゼンや上杉慎吉が彼のもとで学んでいる。晩年は病気がちであったが、イタリア、ノルウェーなどへ旅行に出ている。また、1907年より1年間ハイデルベルク大学の副総長を務めた。1911年1月12日、ハイデルベルクで死去。

## 研究内容・功績
イェリネックは代表的な著作"Die Erklärung der Menschen- und Bürgerrechte" (英語: The Declaration of the Rights of Man and the Citizen、日本語: 『人権宣言論』)のなかで、法に対する国家の自己拘束理論を唱え、絶対主義的君主主義に反対して人権の確立に努めた。彼は当時のフランス革命に対する論争については、革命理論がルソーに直接的に負っているにせよ、アンシャン・レジームなどフランス特有の伝統に重点をおくのを批判して、イギリス革命やアメリカ独立革命との関連で説かれるべきと主張した。
日本に与えた影響
ハイデルベルクで上杉慎吉が師事している。

## 家族・親族
- 父：アドルフ・イェリネックは律法学者(改革派のラビ)。
- 弟：マックス・イェリネック（Max H. Jellinek、1868-1938）は言語学者。ウィーン大学教授を務めた。
- 息子：ヴァルター・イェリネック（Walter Jellinek、1885-1955)は行政法学者。

## 著作
- Erkläurung der Menschen- und Bürgerrecht

『人權宣言論』、美濃部達吉譯、有斐閣書房, 1906
『人權宣言論――外三篇』、美濃部達吉譯、日本評論社, 1929
『人権宣言論――W・イエリネック改訂による』、渡辺信英・青山武憲訳、南窓社, 1978
- Allgemeine Staatslehre

『一般國家學』、大西邦敏・水垣進譯、敬文堂書店, 1932
『一般国家学』、芦部信喜ほか訳、学陽書房, 1974
- Die sozialethische Bedeutung von Recht, Unrecht und Strafe

『法の社會倫理的意義』、大森英太郎譯、大畑書店, 1934
『法・不法及刑罰の社會倫理的意義』、大森英太郎訳、岩波書店（岩波文庫）, 1936
- Die Erklärung der Menschen- und Bürgerrechte: ein Beitrag zur modernen Verfassungsgeschichte

『人権宣言論争』、初宿正典編訳、みすず書房, 1981
- Das Recht der Minoritäten

『少数者の権利――転機に立つ憲法政治と憲法学』、森英樹・篠原巖訳、日本評論社, 1989